# Franz Hauke
Franz Hauke (* 28. August 1852 in Mauer bei Wien; † 11. November 1915 in Baden (Niederösterreich)) war ein österreichischer Staatsrechtler.

## Leben
Hauke studierte an der Universität Wien Rechtswissenschaft. Er wurde 1877 zum Dr. iur. promoviert und habilitierte sich 1884. Als Privatdozent lehrte er an der Universität Innsbruck Allgemeines und Österreichisches Staatsrecht. 1885 als a.o. Prof. an die Franz-Josephs-Universität Czernowitz berufen, kam er 1889 auf den Lehrstuhl. 1897/98 war er Dekan der juridischen Fakultät, 1900/01 Rektor der Universität. 1904 wechselte er als o. Prof. an die Universität Graz. Dort wurde er für 1908/09 zum Dekan und 1911/12 zum Rektor gewählt. Als Hofrat saß er in der rechtshistorischen und staatswissenschaftlichen Staatsprüfungskommission. Er war sowohl historischer als auch dogmatischer Bearbeiter des österreichischen Staatsrechtes. Er starb mit 63 Jahren im Amt.

## Werke
- Die Lehre von der Ministerverantwortlichkeit. Eine vergleichende Studie zum österreichischen  Staatsrechte, 1880
- Die Vertretung der Universität in den Landtagen. Ein Vorschlag zur Ergänzung des bestehenden Rechts, 1893
- Die geschichtlichen Grundlagen des Monarchenrechts. Ein Beitrag zur Bearbeitung des österreichischen   Staatsrechts, 1894.
- Grundriß des Verfassungsrechts, 1905.
- Studien zum österreichischen Verwaltungsrechte, in: Staatsrechtliche Abhandlungen. Festgabe für Paul Laband zum 50. Jahrestage der Doktor-Promotion, Bd. 1, 1908, S. 429–459.
- Oktroyiertes Verfassungsrecht. Zeitschrift für Politik 4 (1911), S. 453–516.
- Entwicklungsgeschichte und Problem des Immunitätsrechtes. Österreichische Zeitschrift für öffentliches Recht, Jg. 2, 1915/16, S. 38–65.
- Die Entwicklung des öffentlichen Rechts in Österreich 1909–1911, in: Jahrbuch des öffentlichen Rechts der Gegenwart, Bd. 6 (1912), S. 461–480.
- K. und kgl. Haus, Kammerpräsidium, Kremsierer Verfassungsentwurf, Monarchenrecht, Pragmatische Sanktion, Rechtsschutz im öffentlichen Recht (Zusatz), Regierungsstellvertretung und Regentschaft, Staatsbildung, Staatsverträge im allgemeinen, Verfassungsgeschichte, in Ernst Mischler und Joseph Ulbrich (Hrsg.): Österreichisches Staatswörterbuch, 2. Aufl. 1905–1909.